# Transfer-RNA

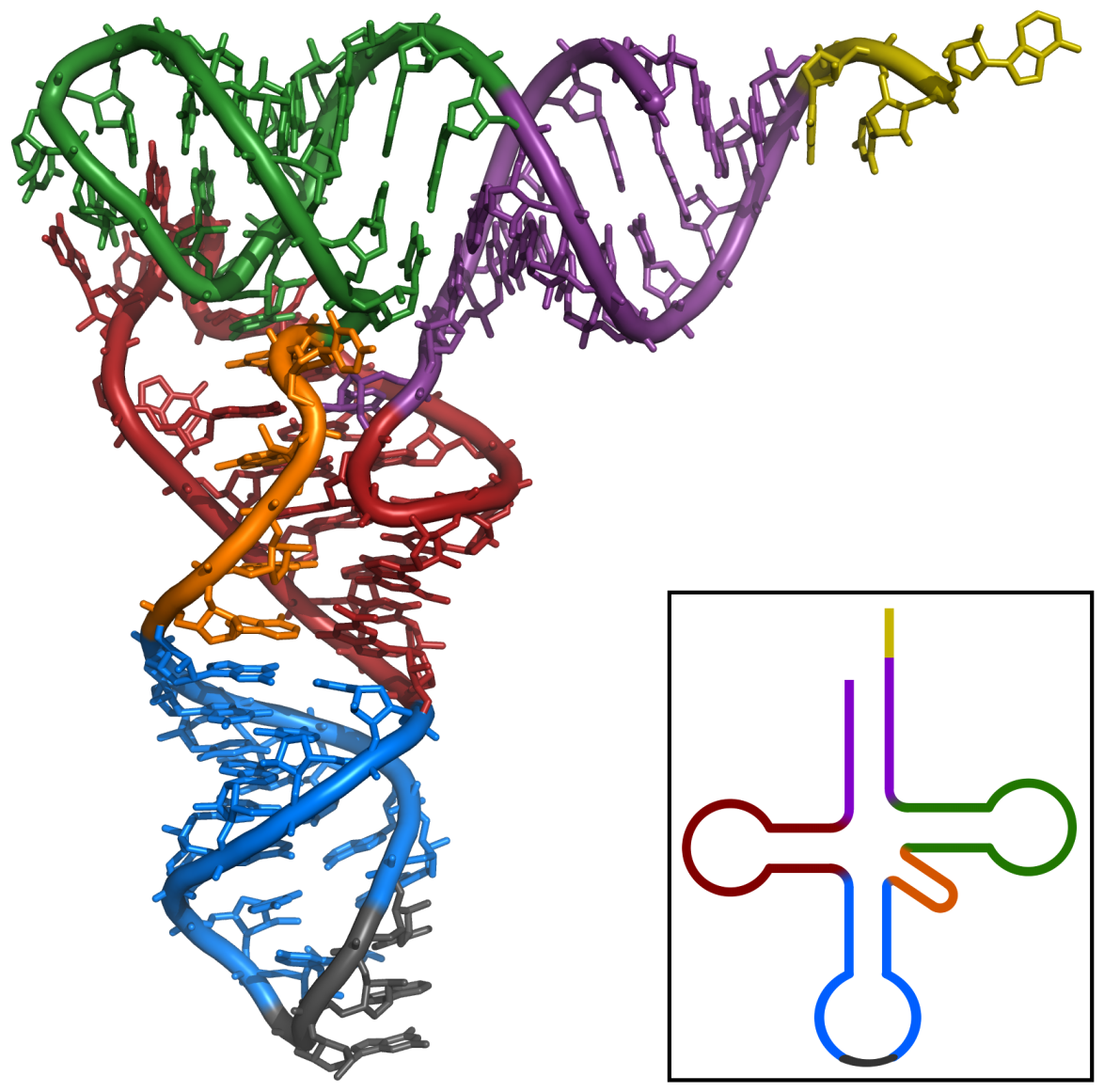
Den tredimensionella strukturen hos transfer-RNA.

Transfer-RNA (av engelskans transfer RNA, förkortat tRNA) är RNA som har till uppgift att transportera aminosyror till ribosomerna i cellen för att användas i proteinsyntesen.
Det finns en sådan transfer-RNA-molekyl för varje kodon i den genetiska koden. Schematiskt har transfer-RNA-molekylerna formen av ett kors där det i ”toppen” av molekylen ((α) i bilden) finns en nukleotidsekvens med komplementerande kvävebaser som precis passar till kodonet, denna sekvens kallas för antikodon. I ena änden av molekylen ((β) i bilden) finns ett avsnitt där en aminosyra av rätt sort kan bindas. 
Man kan säga att det är uppsättningen tillgängliga typer av transfer-RNA-molekyler som ser till att den genetiska koden verkligen följs vid tillverkningen av proteinerna.

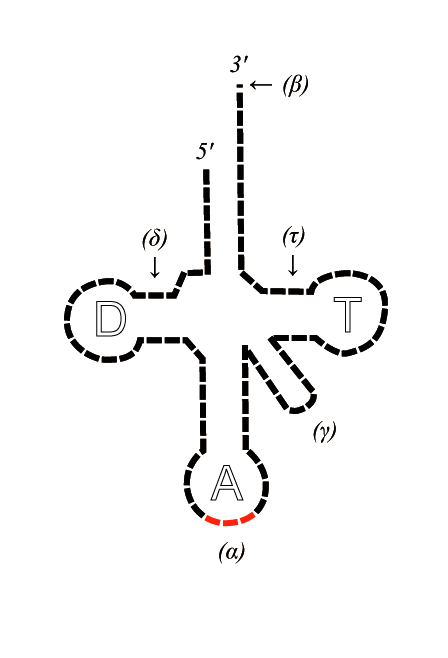
Schematisk struktur hos transfer-RNA.